# Walenty Chmiel
Walenty Chmiel (ps. Cichy) (ur. 14 lutego 1914 w Nieporęcie, zm. 25 sierpnia 1952 tamże) – polski nauczyciel, działacz komunistyczny, funkcjonariusz Ministerstwa Bezpieczeństwa Publicznego.

## Życiorys
Syn Jana i Marii, urodził się w rodzinie robotniczej, ukończył kolegium nauczycielskie. Należał do Związku Nauczycielstwa Polskiego, był aktywnym członkiem Komunistycznej Partii Polski. Od 1942 związany z Polską Partią Robotniczą, wstąpił do Gwardii Ludowej-Armii Ludowej, był instruktorem szkolenia bojowego w Okręgu nr 3 oraz wykładowcą na kursach podoficerskich Armii Ludowej, od 1944 dowodził oddziałem Armii Ludowej w Legionowie. Po zakończeniu działań wojennych skierowany przez Komitet Warszawski PPR do służby w organach bezpieczeństwa. Pełnił obowiązki naczelnika III Wydziału w Wojewódzkim Urzędzie Bezpieczeństwa Publicznego w Warszawie, a następnie pracownik III Departamentu Ministerstwa Bezpieczeństwa Publicznego, od 15 sierpnia 1947 zastępca kierownika. Od 1 września 1949 skierowany do Centrum Wyszkolenia Ministerstwa Bezpieczeństwa Publicznego w Legionowie, od 1 lipca 1952 zastępca dyrektora ds. nauk. Zginął tragicznie w wyniku postrzelenia 25 sierpnia 1952. Pochowany na Cmentarzu Wojskowym na Powązkach (kw. A2-8-5). 

## Odznaczenia
- Krzyż Grunwaldu II klasy;
- Krzyż Oficerski Orderu Odrodzenia Polski.